# Amancio Ortega
Amancio Ortega Gaona (Busdongo, 28 marzo 1936) è un imprenditore spagnolo, fondatore della catena internazionale di negozi di abbigliamento Inditex S.A.
Secondo Forbes, al 23 luglio 2023, è uno degli uomini più ricchi al mondo, nonché il più ricco di Spagna, con un patrimonio di 111,2 miliardi di dollari.

## Biografia
Di origini modeste e il più giovane di quattro fratelli, Amancio Ortega nasce a Busdongo, un piccolo paese nella provincia di León. All'età di soli tre mesi la famiglia si trasferisce a Tolosa dove il padre, ferroviere, è nominato capo di quella stazione. Studia al Sacro Cuore, la "scuola dei francesi", prima di un altro trasferimento in Galizia, la nuova destinazione del padre. All'età di 14 anni lascia la scuola e inizia a lavorare come fattorino in una sartoria di La Coruña.
Nel 1963 crea in un garage di 80 metri quadrati la società Confecciones GOA (richiamando le iniziali del suo nome al contrario) per la produzione e la vendita di accappatoi trapuntati, pigiami e vestaglie. Lavorano con lui il fratello Andrea, la sorella Josefa. Nel 1975 apre, insieme alla moglie Rosalía Mera (1944-2013), il primo negozio di abbigliamento Zara nel centro di La Coruña. Inizialmente si chiama Zorba, da "Zorba il greco", il film preferito dalla moglie. Ma lo cambia in Zara perché un bar delle vicinanze ha già lo stesso nome. La velocità di consegna e l'approccio orientato al cliente sono i due punti chiave del successo. Nel 1983 i punti vendita nel paese sono già nove.
Nel 1985 è, insieme alla moglie, il fondatore e presidente del gruppo Inditex (Industrias de Diseño Textil Sociedad Anónima). Con questa strategia: Zara non ha un magazzino e i capi vengono venduti (a cifre molto accessibili), sostituiti solo dopo 2-3 settimane e sono sempre pronti per essere spediti in altri punti vendita o per essere riproposti con i saldi. Tre anni più tardi, nel 1988, apre il primo negozio a Porto, in Portogallo, iniziando l'espansione internazionale. Zara non fa nemmeno ricorso alla pubblicità: sono i negozi e l'abilità di proporre sempre capi nuovi la pubblicità dell'azienda.
Nel 1995 acquisisce il gruppo Massimo Dutti e crea Pull and Bear; nel 1999 rileva Stradivarius e dà vita a Bershka. Nel tempo faranno parte dell'azienda anche i marchi Oysho (intimo femminile), Shkuaban, Uterque, Tempe e Zara Home.
Nel 2001 quota Inditex alla Borsa di Madrid, raccogliendo 2,4 miliardi e mantenendo il 59,3% del capitale. Dall'IPO il prezzo delle azioni è salito da 3,6 euro dell'inizio ai 25 euro del maggio 2019 superando i 37 euro nel 2017.
Oltre al tessile, Ortega ha diversificato gli investimenti in altri settori quali immobili, finanza, concessionarie d'auto. Attraverso la società Pontegadea, la holding del gruppo che controlla oltre il 50% di Inditex, il patrimonio immobiliare è concentrato a Madrid e Barcellona, situato sull'asse delle principali strade commerciali di entrambe le città, dove ha più di venti proprietà distribuite lungo il Paseo de la Castellana, Serrano, Recoletos, Ortega e Gasset (Madrid) e sul Paseo de Gracia o via Laietana (Barcellona). Ha acquistato anche il grattacielo Torre Picasso a Madrid per 556 milioni di dollari pagati in contanti e la Cespe Tower. A livello internazionale, possiede proprietà in altre cinque principali capitali europee (Parigi, Berlino, Roma, Lisbona e Londra) e negli Stati Uniti (a San Francisco, Los Angeles, Chicago, Washington, New York). Ha rilevato anche l'Epic Residences and Hotel a Miami, in Florida e, per 659 milioni di dollari, parte della sede centrale di Amazon a Seattle. Nel 2019 il valore dell'attività immobiliare è di circa 10 miliardi di euro.
Nel 2011 lascia la presidenza di Inditex. Gli subentra, anche come amministratore delegato, Pablo Isla. Nel 2018 esistono più di 7.000 negozi Zara diffusi in 50 paesi.

### Filantropia
Nel 1986 costituisce la Fondazione Paideia, presieduta dalla moglie Rosalia Mera, che si occupa delle persone con disabilità mentali e fisiche in modo che possano ottenere un'istruzione e una formazione. Nel 2001 costituisce un'altra fondazione, la Fondazione Amancio Ortega, una ong privata per promuovere la ricerca, l'istruzione, la cultura.
Nel 2012 Ortega ha donato circa 20 milioni di euro a Caritas Internationalis, un'organizzazione di soccorso cattolica.
Nel 2017 ha anche donato 300 milioni di euro per combattere il cancro in tutta la Spagna, milioni che sono stati investiti nell'acquisto di 440 macchine per rilevare la malattia.  Di conseguenza, il numero di ospedali pubblici spagnoli dotati di macchine per radioterapia stereotassica è passato da 20 a 70.  Tuttavia, queste decisioni non sono state accolte all'unanimità e sono state criticate da alcuni partiti politici come Podemos.

## Vita privata
Molto riservato sulla sua vita personale, dal 2012 Amancio Ortega ha concesso solo tre interviste. Sposato con Rosalia Mera nel 1966, ha poi divorziato nel 1986. Due i figli da questo matrimonio: Sandra (1968) e Marcos (1971) e affetto da paralisi cerebrale. Nel 2001 Ortega ha sposato la sua seconda moglie Flora Pérez Marcote; da questo matrimonio una figlia, Marta (1984).
Appassionato di cavalli, vive con la moglie a La Coruña, in Spagna.
Ortega mantiene un profilo molto basso ed è noto per le sue preferenze per uno stile di vita semplice. Fino al 1999, nessuna fotografia di Ortega era mai stata pubblicata. Si rifiuta di indossare una cravatta e in genere preferisce indossare un blazer blu, una camicia bianca e pantaloni grigi, nessuno dei quali è un prodotto Zara.